# Luke and the Mermaids
Pour plus de détails, voir Fiche technique et Distribution.
Luke and the Mermaids est un film américain réalisé par Hal Roach et sorti en 1916.

## Fiche technique
- Réalisation : Hal Roach
- Producteur : Hal Roach
- Photographie : James A. Crosby
- Distributeur : Pathé Exchange
- Durée :
- Date de sortie : 
  - États-Unis : 18 septembre 1916[1]

## Distribution
- Harold Lloyd : Lonesome Luke
- Snub Pollard
- Bebe Daniels
- Charles Stevenson
- Billy Fay
- Fred C. Newmeyer
- Sammy Brooks
- Harry Todd
- Bud Jamison
- Margaret Joslin
- Dee Lampton
- May Cloy
- John Weiss
- Tod Cregier
- Mary Henderson
- Florence Rose
- Ruth Marzer
- Aileen Allen
- Vera Steadman